# Kościół św. Jana Chrzciciela w Ozimku
Kościół św. Jana Chrzciciela – rzymskokatolicki kościół parafialny w Ozimku. Kościół należy do parafii św. Jana Chrzciciela w Ozimku w dekanatu Ozimek w diecezji opolskiej.

## Historia kościoła
Budowę kościoła w Ozimku rozpoczęto 2 maja 1978 roku. 29 kwietnia 1979 roku został wmurowany kamień węgielny. Aktu wmurowania dokonał ksiądz biskup ordynariusz Alfons Nossol. 3 listopada 1983 roku bp Jan Wieczorek dokonał konsekracji kościoła w Ozimku.

## Organy
Organy pochodzą prawdopodobnie z lat 30. XX w. i zostały zbudowane dla poprzedniego kościoła. W latach 1984–1985 Emanuel Cichoń z Gliwic przeniósł je do nowego kościoła i rozbudował. Zainstalowano nowy kontuar, który został sprowadzony z firmy Bronisława Cepki. Ostatni remont instrumentu wykonała firma „Kamerton” Wiesława Jelenia z Lubrzy.
Dyspozycja instrumentu:
| Manuał I          | Manuał II          | Pedał            |
| ----------------- | ------------------ | ---------------- |
| 1. Kwintadena 16’ | 1. Prync. flet 8’  | 1. Subbas 16’    |
| 2. Pryncypał 8’   | 2. Rurflet 8’      | 2. Violonbas 16’ |
| 3. Kozi-róg 8’    | 3. Aeolina 8’      | 3. Oktawbas 8’   |
| 4. Salicjonał 8’  | 4. Viola 8’        | 4. Fletbas 8’    |
| 5. Oktawa 4’      | 5. Pryncyp. sm. 4’ | 5. Chorałbas 4’  |
| 6. Rurflet 4’     | 6. Róg nocny 4’    | 6. Puzon 16’     |
| 7. Oktawa 2’      | 7. Kwinta 2 2/3’   |                  |
| 8. Mixtura 5 rz.  | 8. Flet leśny 2’   |                  |
| 9. Trąbka 8’      | 9. Tercja 1 3/5’   |                  |
|                   | 10. Cymbel 3 rz.   |                  |
|                   | 11. Krumhorn 8’    |                  |